# Bataan
Bataan é um província de  primeira classe de renda da província (d) na região Luzon Central, nas Filipinas. De acordo com o censo de 1 de maio  de  2020 possui uma população de 853 373 pessoas e 208 941 domicílios. A sua capital é Balanga.
Bataan que ocupa toda a Península de Bataan na ilha de Luzon, sendo parte da região central da ilha, com uma área de 1373 km²  Sua fundada em 1754.
Bataan faz fronteira ao norte com as províncias de Zambales e Pampanga e é banhada ao leste pelo Mar do Sul da China e a oeste pela Baía de Manila. Seu ponto mais alto (1253m) é o Monte Natib; ao sul, encontram-se as Montanhas Mariveles, onde se ergue o Monte Samat, local histórico de partida da infame Marcha da Morte durante a II Guerra Mundial.

## História
Possessão espanhola que foi invadida por forças navais holandesas em 1647, Bataan foi estabelecida como província pelo governador-geral Pedro Manuel Arandia em 1754.
Alcançou proeminência mundial no século XX como palco de uma das mais cruéis batalhas da II Guerra Mundial, a Batalha de Bataan, quando da invasão das Filipinas pelo exército japonês em dezembro de 1941. Japoneses, norte-americanos e filipinos lutaram ali pela posse da península entre dezembro de 1941 e abril de 1942 com a derrota das forças aliadas, que acarretou num dos maiores crimes de guerra do conflito, a Marcha da Morte, causadora da morte de milhares de prisioneiros forçados a marchar por mais de 150 kms de Bataan a Tarlac, sem água, sob maus tratos e forte calor.

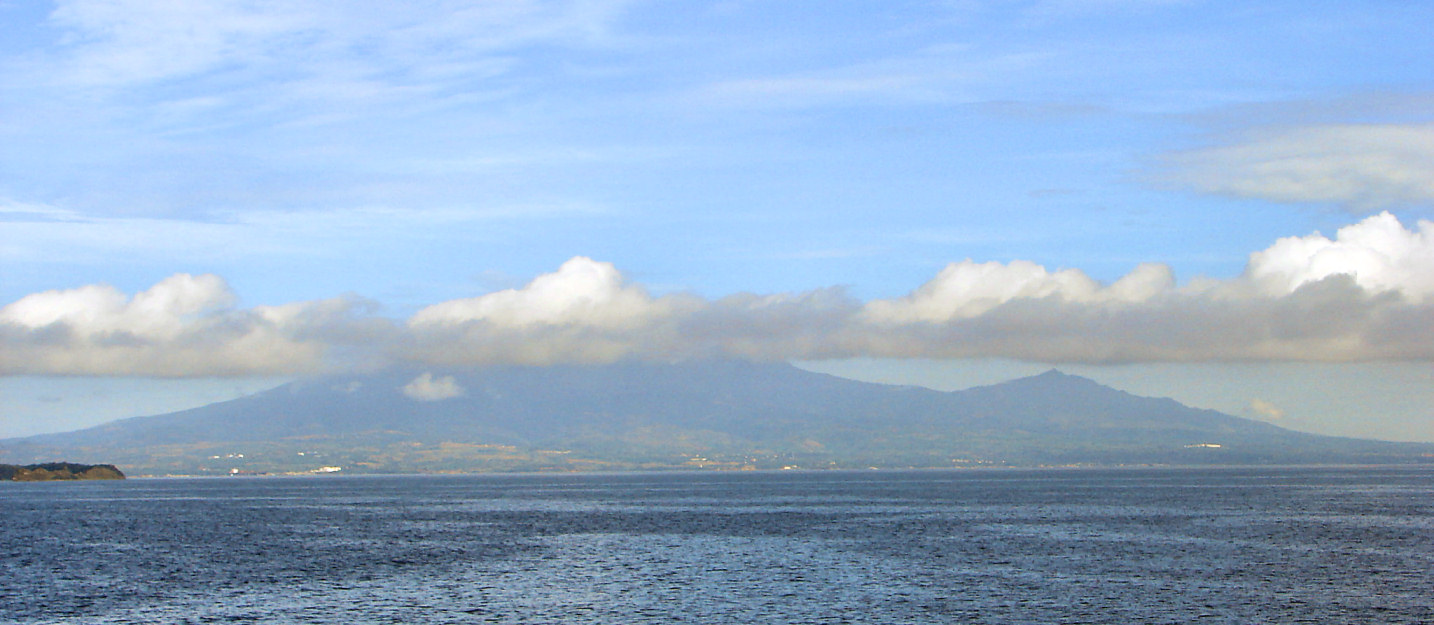
Bataan

## Subdivisões
Municípios
- Abucay
- Bagac
- Dinalupihan
- Hermosa
- Limay
- Mariveles
- Morong
- Orani
- Orion
- Pilar
- Samal

Cidade
- Balanga